# Jaelan Phillips
Pour les articles homonymes, voir Phillips.
(en) Statistiques sur pro-football-reference
Jaelan Everett Phillips, né le 28 mai 1999 à Redlands (Californie), est un joueur américain de football américain évoluant au poste de Linebacker en National Football League (NFL) pour la franchise des Dolphins de Miami.
Auparavant il avait joué au niveau universitaire d’abord pour les Bruins de l'UCLA (2017-2018) puis pour les Hurricanes de Miami (2019-2020) au sein du Championnat NCAA de football américain.